# 西觀音町停留場
西觀音町停留場（日语：／ Nishi-kan-on-machi teiryūjō */?），又稱西觀音町電車站，是位於廣島縣廣島市西區西觀音町，廣島電鐵本線的電車站。車站編號為M17。
此條目同時記錄廣島電鐵啟用時曾經存在的都町停留場（日语：／）。

## 歷史
西觀音町停留場是在1964年（昭和39年），本線天滿町至己斐之間遷移走線至平和大通之際新設的電車站。停車站啟用日為該年9月1日，為下行線遷移至新線當日，上行線在6日後的9月7日也遷移至新線上。
在走線遷移，西觀音町停留場啟用前，舊天滿町至福島町之間曾經設有都町停留場。該電車站在1960年（昭和35年）以福島醫院前停留場（日语：／）的名稱啟用。在2年後的1962年（昭和37年）改名為都町停留場。後來該電車站所在位置由於需要建設太田川防洪道而需要關閉此電車站，天滿町至己斐之間的路線需要改用新線，最後電車站在1964年9月7日廢止。
- 1960年（昭和35年）2月10日 - 舊線上的福島醫院前停留場啟用[2]。
- 1962年（昭和37年）2月12日 - 電車站改名為都町停留場[2]。
- 1964年（昭和39年）
  - 9月1日 - 下行線遷移至新線上，西觀音町停留場啟用[2]。
  - 9月7日 - 上行線遷移至新線上，都町停留場廢止[2]。
- 1979年（昭和54年）5月11日 - 加設安全柵欄[3]。

## 電車站構造
電車站是建造在共用行車道上。電車站設有2面2線的相對式月台，電車站的月台較狹窄。電車站北邊為前往廣島站方向的上行月台，南邊為前往廣電西廣島站方向的下行月台。
在1979年（昭和54年），為了確保乘車處的安全性，月台上加設安全柵欄。月台部分位置設有上蓋。

### 運行系統
此電車站是本線電車站之一。當中0、2、3系統駛入此站。
| 上行月台 | 0號線         | 前往日赤醫院前、廣電本社前 | 前往日赤醫院前、廣電本社前 |
| 上行月台 | 2號線         | 前往廣島站                 |                            |
| 上行月台 | 3號線         | 前往廣島港、宇品二丁目     |                            |
| 下行月台 | 2號線         | 前往廣電宮島口             |                            |
| 下行月台 | 2號線 · 3號線 | 前往廣電西廣島             |                            |

## 電車站周邊
電車站位於平和大通上。在該道路上設在一些大廈與商店。電車站周邊都是住宅區。電車站西南方設有廣島工業大學專門學校。
- 廣島中央保健生活協同組合綜合醫院福島生協醫院
- 廣島市西消防署

現時從電車站向廣島站方向出發後會向左轉。另外，現時正在構思從此電車站繼續沿平和大通向東延伸，建設新路線。

## 相鄰電車站
廣島電鐵
■本線
觀音町（M16）－西觀音町（M17）－福島町（M18）

## 注腳
1. 1 2 3 4 5  《広電が走る街 今昔》62-65頁
2. 1 2 3 4 5 6  《広電が走る街 今昔》150-157頁
3. 1 2  . 広島電鉄. 2012: 233・438頁 （日语）.
4. 1 2 3  川島令三. . 【図説】 日本の鉄道. 第7巻 広島エリア. 講談社. 2012: 12・77–78頁. ISBN 978-4-06-295157-9 （日语）.
5. ↑  川島令三.  中国篇 2. 草思社（日语：草思社）. 2009: 103–104. ISBN 978-4-7942-1711-0 （日语）.

## 外部連結
- 西觀音町 | 電車情報：電停指南 （页面存档备份，存于）（日語） - 廣島電鐵